# 霍馬山

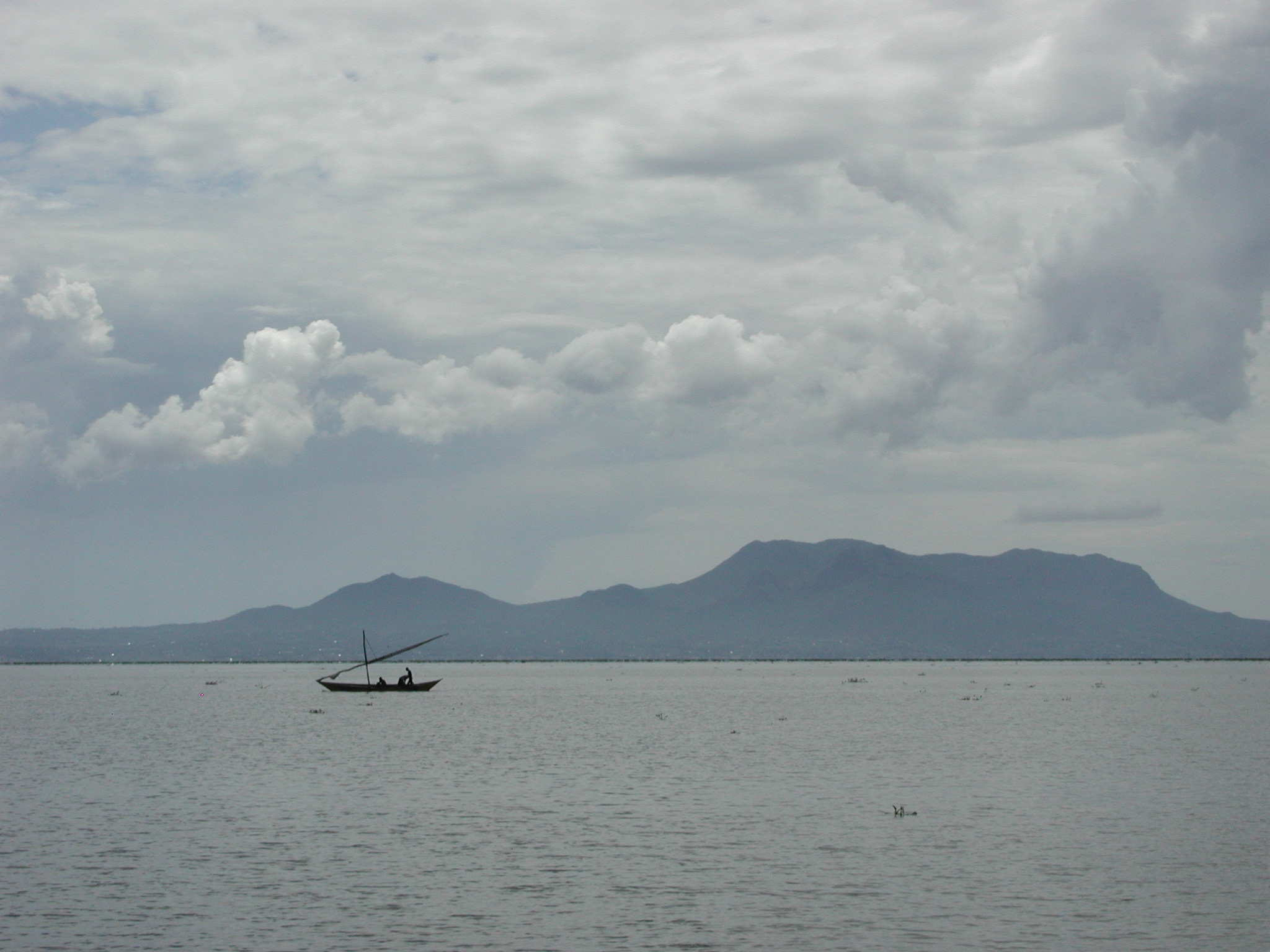

霍馬山（英語：Mount Homa）是東非國家肯雅的山峰，由尼揚扎省負責管轄，位於該國西部維多利亞湖南岸，距離霍馬灣約20公里，海拔高度1,751米，該山在中新世至更新世形成。

## 外部連結
- Global Volcanism Program: Homa Mountain （页面存档备份，存于）